# Topcliffe (North Yorkshire)
Topcliffe – wieś w Anglii, w hrabstwie North Yorkshire, w dystrykcie (unitary authority) North Yorkshire. Leży 32 km na północny zachód od miasta York i 309 km na północ od Londynu. Miejscowość liczy 2690 mieszkańców.